# Agence I.MEDIA
I.MEDIA (ou I.Media) est une agence de presse basée à Rome spécialisée dans l'actualité du pape et du Vatican. Fondée dans les années 1990 par le journaliste français Jean-Marie Guénois avec l'appui du groupe Média-Participations, elle est devenue une référence sur l'actualité vaticane.

## Historique
L'agence a été créée dans les années 1990 par Jean-Marie Guénois avec le soutien du groupe franco-belge Média-Participations. Antoine-Marie Izoard en devient le directeur en 2005,. En 2012, elle se dote d'un nouveau site internet. Aymeric Pourbaix, alors directeur de la rédaction du magazine Famille chrétienne, succède en août 2016 à Antoine-Marie Izoard, qui échange son poste avec lui à la tête de l'hebdomadaire,.
Elle emploie cinq journalistes accrédités auprès du Bureau de presse du Saint-Siège qui analysent l'actualité romaine et suivent les déplacements du pape,. Elle collabore avec la presse catholique et généraliste, les ambassades, les institutions internationales et les conférences épiscopales.
Elle est la première agence de presse avec l'ANSA à avoir fait part de la nouvelle de la renonciation de Benoît XVI à sa charge pontificale,,.